# Andesita basáltica

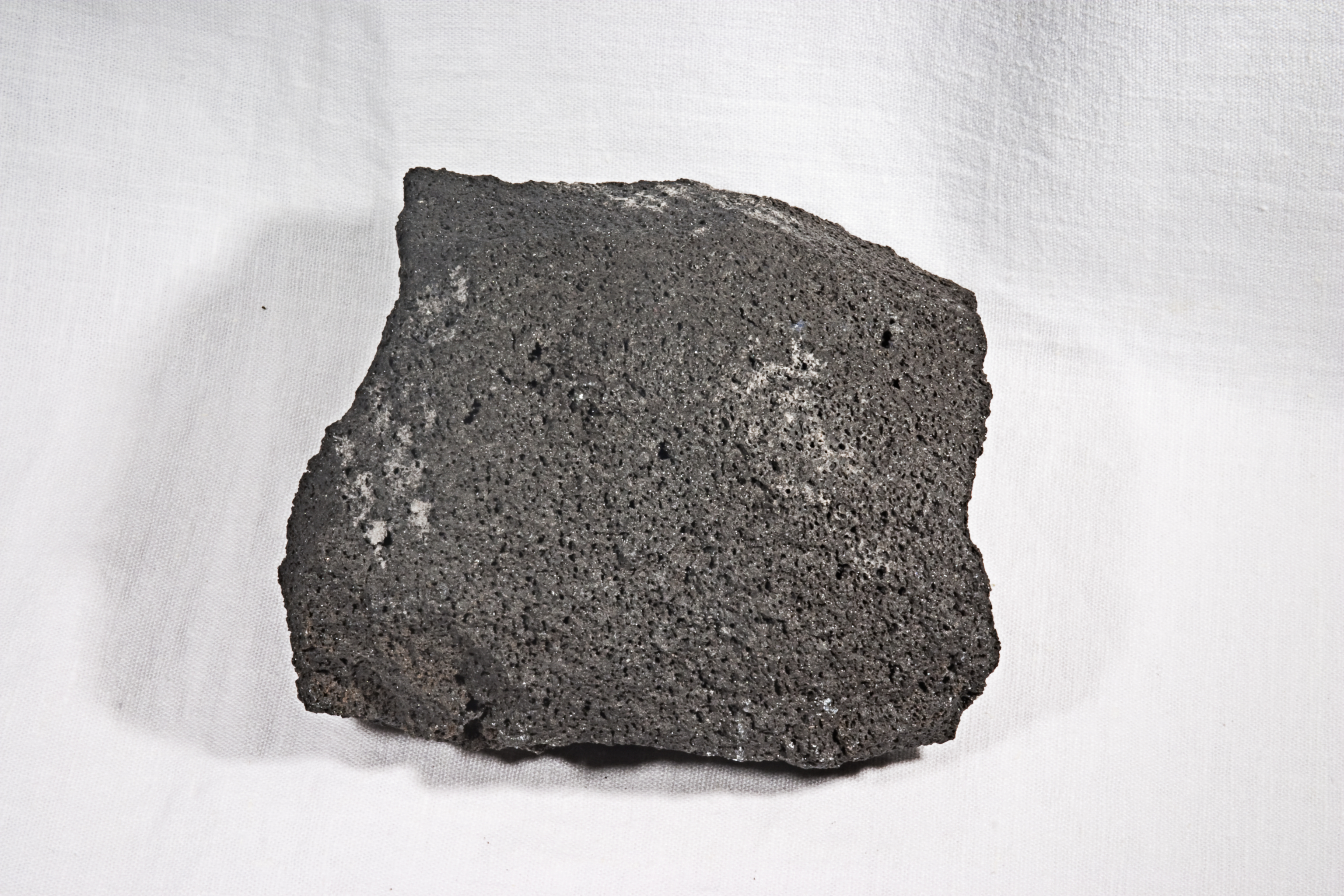
Andesita basáltica del volcán Parícutin en México

La andesita basáltica es una roca volcánica de composición intermedia entre el basalto y la andesita. Está compuesto predominantemente por augita y plagioclasa. La andesita basáltica se puede encontrar en volcanes de todo el mundo, incluyendo América Central y los Andes.

## Descripción

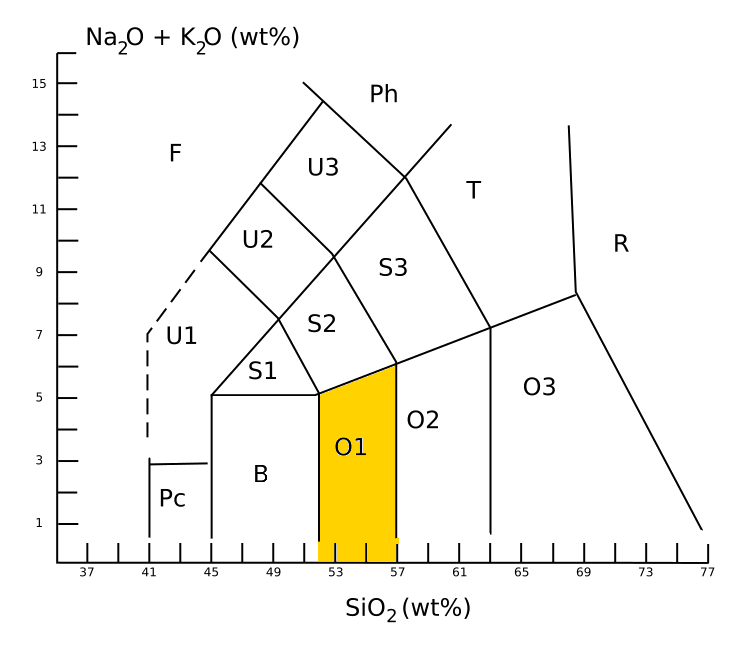
Diagrama TAS para clasificar rocas volcánicas, resaltando el campo de andesita basáltica (O1)

La andesita basáltica es una roca ígnea de grano fino (afanítica) que tiene un contenido moderadamente bajo de sílice y un bajo contenido de óxidos de metales alcalinos. No está definido por separado en la clasificación QAPF, que se basa en los porcentajes relativos de cuarzo, feldespato alcalino, feldespato plagioclasa y feldespatoides, pero caería en el campo del basalto-andesita. Corresponde a rocas en las que los feldespatos constituyen menos del 10% y el cuarzo menos del 20% de la fracción total de QAPF, y en las que al menos el 65% del feldespato es plagioclasa. La andesita basáltica se distinguiría aún más del basalto y la andesita por un contenido de sílice entre 52% y 57%.
Aunque la IUGS prefiere la clasificación por contenido mineral, esto no es práctico para rocas volcánicas vítreas o de grano muy fino, por lo que se utiliza la clasificación química TAS. La andesita basáltica se define entonces como una roca volcánica con un contenido de sílice del 52% al 57% y con un contenido de álcali total (K2O más Na2O) de menos de aproximadamente el 6%, correspondiente al campo O1 en el diagrama TAS.
Una andesita basáltica (o cualquier andesita) enriquecida en magnesio y empobrecida en titanio, con más del 8% de MgO y menos del 0,5% de TiO2, se denomina boninita.

## Ocurrencia

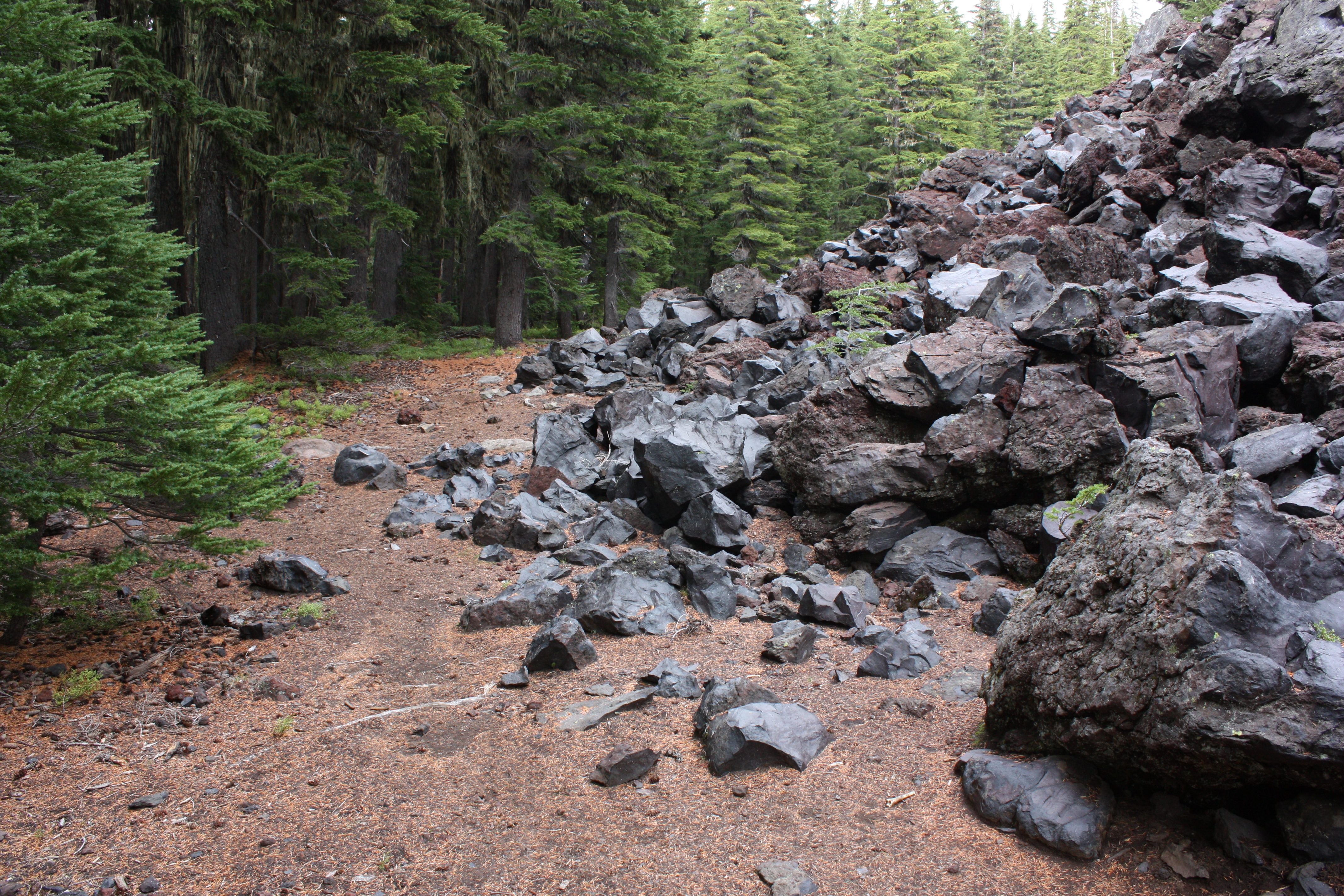
Andesita basáltica en la cordillera de las Cascadas

La andesita basáltica se encuentra en arcos volcánicos, como los de América Central, la cordillera de los Andes de América del Sur,  y la cordillera de las Cascadas de América del Norte.
También es común en regiones donde la corteza terrestre está en expansión. Por ejemplo, las secuencias volcánicas del Cenozoico medio en el oeste de México, el suroeste de Nuevo México y el sureste de Arizona están coronadas por andesita basáltica del conjunto de andesitas basálticas de la Cordillera del Sur (SCORBA), que puede ser el conjunto máfico cenozoico más extenso de América del Norte. El monte Mazama, un gran volcán compuesto en el centro-sur de Oregón, consta de varios escudos de andesita basáltica superpuestos.
Secuencias gruesas de andesitas basálticas hicieron erupción en un ambiente marino poco profundo durante el Paleoproterozoico, cuando se formaron derretimientos en la anómala litosfera del cratón de Kaapvaal.
Más allá de su ocurrencia en la Tierra, el Mars Global Surveyor ha encontrado evidencia de andesita basáltica en Marte.